# 't Nieuwe Lloyd
R.I.J. 't Nieuwe Lloyd was een Rijksjeugdinrichting voor jongens in Amsterdam-Zuidoost. De inrichting was de opvolger van de jeugdgevangenis die van 1963 tot 1989 was gevestigd in het voormalige Lloyd Hotel in het Oostelijk Havengebied.
Na aanhoudende problemen en conflicten in de inrichting, liet minister van Justitie Donner de situatie in 't Nieuwe Lloyd onderzoeken door Bureau Berenschot. Dit rapporteerde op 1 november 2004 dat sluiting de enige oplossing was. Op 15 december 2004 maakte Donner bekend dat 't Nieuwe Lloyd zou worden gesloten.